# Magdalena Fankhauser
Magdalena Fankhauser (* 27. November 1995) ist eine österreichische Biathletin.
Ihre größten Erfolge erreichte Magdalena Fankhauser bislang national. Bei den Österreichischen Meisterschaften 2012 gewann sie mit Magdalena Millinger und Lisa Hauser als Vertretung des Bundeslandes Tirol den Titel im Staffelrennen. 2013 wurde sie an der Seite von Lisa Hauser und Susanna Kurzthaler hinter der Vertretung der Steiermark Vizemeisterin. Sie lebt in Mils und startet für Nordic Team Absam.
International debütierte Fankhauser bei den Biathlon-Juniorenweltmeisterschaften 2014 in Presque Isle, wo sie 15. des Einzels, 33. des Sprints und 26. der Verfolgung wurde. 2015 folgte auch das Debüt im IBU-Cup in Ridnaun. Als 61. des Sprints verpasste sie nicht nur die Punkteränge, sondern auch um einen Rang die Verfolgung. Diese schaffte sie als 50. bei ihrem nächsten Einsatz in einem Sprint in Osrblie, im Verfolger verpasste sie als 42. die Punkteränge nur noch knapp. Ihr nächstes Rennen bestritt Fankhauser im Weltcup. Am Holmenkollen in Oslo bildete sie mit Lisa Hauser, Christina Rieder und Fabienne Hartweger eine junge Staffel, bei der diverse Leistungsträgerinnen Österreichs fehlten, und wurde 19.

## Biathlon-Weltcup-Platzierungen
Die Tabelle zeigt alle Platzierungen (je nach Austragungsjahr einschließlich Olympische Spiele und Weltmeisterschaften).
- 1.–3. Platz: Anzahl der Podiumsplatzierungen
- Top 10: Anzahl der Platzierungen unter den ersten zehn (einschließlich Podium)
- Punkteränge: Anzahl der Platzierungen innerhalb der Punkteränge (einschließlich Podium und Top 10)
- Starts: Anzahl gelaufener Rennen in der jeweiligen Disziplin

| Platzierung             | Einzel | Sprint | Verfolgung | Massenstart | Staffel | Gesamt |
| ----------------------- | ------ | ------ | ---------- | ----------- | ------- | ------ |
| 1. Platz                |        |        |            |             |         |        |
| 2. Platz                |        |        |            |             |         |        |
| 3. Platz                |        |        |            |             |         |        |
| Top 10                  |        |        |            |             |         |        |
| Punkteränge             |        |        |            |             | 1       | 1      |
| Starts                  |        |        |            |             | 1       | 1      |
| Stand: 17. Februar 2015 |        |        |            |             |         |        |